# زنبق براندزا

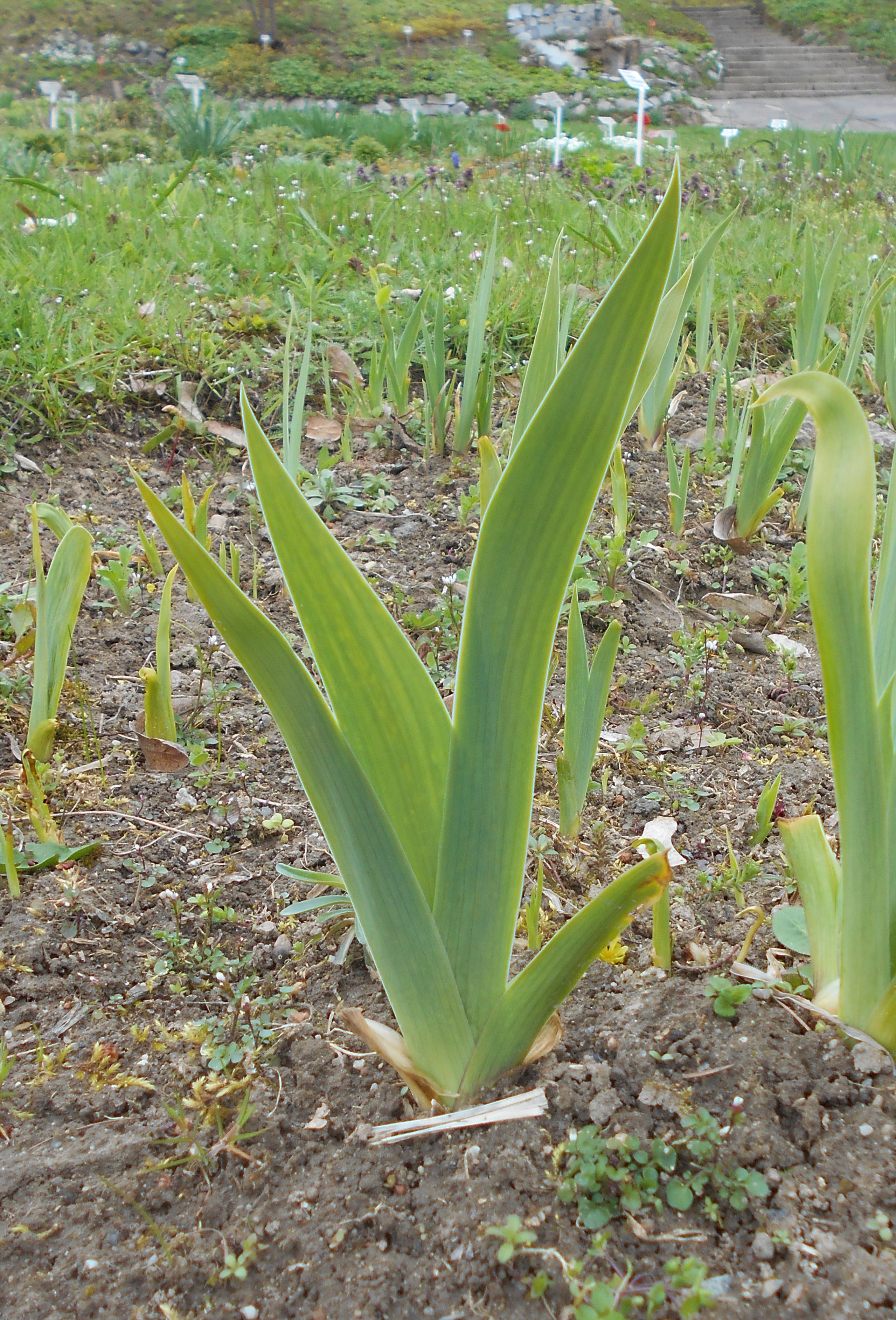
زنبق براندزا

زنبق براندزا (نام علمی: Iris brandzae) نام یک گونه از سرده زنبق است.
نام این گل از نام گیاه‌شناس رومانیایی دیمیتری براندزا گرفته شده است.